# Dalia Grybauskaitė
Dalia Grybauskaitė (født 1. marts 1956 i Vilnius, Litauiske SSR, Sovjetunionen) er en litauisk politiker, som var landets præsident fra 2009 til 2019. Fra 2004 til 2009 var hun Europa-kommissær for finansiel programmering og budget. Tidligere var hun Litauens finansminister. 
Grybauskaitė blev uddannet i økonomi fra Universitetet i Leningrad i det daværende Sovjetunionen i 1983. I 1988 tog hun en doktorgrad i økonomi ved Moscow Academy of Public Sciences. Senere har hun studeret ved Georgetown University i Washington DC. Efter en kort periode som institutleder blev Grybauskaitė i 1990 tilknyttet statsministerens kontor i hjemlandet Litauen. Hun arbejdede fra 1991 til 1993 med europæisk integration i departementet for internationale økonomiske forbindelser. Hun var i 1993 Litauens chefforhandler vedrørende landets frihandelsaftale med EU. Fra 1994 var hun ligeledes chefforhandler i forbindelse med optagelsesforhandlingerne med EU. Hun var fra 1996 til 1999 Litauens ambassadør til USA. Da hun vendte hjem til Litauen, blev hun vicefinansminister. I 2000 blev hun viceudenrigsminister, og fra 2001 til 2004 var hun finansminister.
I forbindelse med Litauens medlemskab af EU 1. maj 2004 blev Grybauskaitė udnævnt til landets første EU-kommissær. I første omgang var hun kommissær for undervisning og kultur under Romano Prodi, men da José Manuel Barrosos kommission tiltrådte i november samme år, blev hun kommissær for finansiel programmering og budget. 
26. februar 2009 offentliggjorde Grybauskaitė sit kandidatur til præsidentvalget 17. maj. Hun vandt valget med 68,21 % af de afgivne stemmer og blev landets første kvindelige præsident. I 2013 blev hun tildeldt Karlsprisen.
I 2014 var hun nævnt som mulig kandidat til posten som Europa-Kommissionsformand.